# Doraemon: Nobita no Ritoru Suta Wozu 2021
Doraemon: Nobita no Ritoru Sutā Wōzu 2021 (ドラえもん: のび太の宇宙小戦争 2021) ist ein animierter epischer Weltraumopernfilm aus dem Jahr 2022. Es ist der 41. Doraemon Film und dient als Remake des Films von 1985 Doraemon: Nobita no Ritoru Suta Wozu.

## Handlung
Eines Tages wählt Nobita eine kleine Rakete aus, aus der ein kleiner humanoider Außerirdischer namens Papi herauskommt. Er kommt von einem Planeten namens Pirika auf die Erde, um seiner bösen PCIA-Armee zu entkommen. Zuerst sind Doraemon und seine Freunde von Papis geringer Größe verwirrt, aber mit dem Gadget „Small Light“ schrumpfen sie und spielen mit ihm zusammen.
Das walförmige Schlachtschiff, das Papi verfolgte, kommt jedoch auf die Erde und greift ihn an. Papi macht sich zuerst selber Vorwürfe, aber er versucht die PCIA-Armee zu bekämpfen. Um Papi und seinen Planeten zu beschützen, reisen Doraemon und seine Freunde nach Pirika.

## Synchronisation
| Rolle                  | Japanischer Sprecher (Seiyū) |
| ---------------------- | ---------------------------- |
| Doraemon               | Wasabi Mizuta                |
| Nobita Nobi            | Megumi Ohara                 |
| Shizuka Minamoto       | Yumi Kakazu                  |
| Suneo Honekawa         | Tomokazu Seki                |
| Takeshi „Gouda“ Gian   | Subaru Kimura                |
| Papi                   | Romi Park                    |
| Piina                  | Mayu Matsuoka                |
| Rokoroko               | Yuki Kaji                    |
| Dorakoruru             | Junichi Suwabe               |
| Allgemein Gilmore      | Teruyuki Kagawa              |
| Anführer im Untergrund | Takashi Utsumi (Milk Boy)    |
| Pilot                  | Takashi Komaba (Milk Boy)    |
| Tamako Nobi            | Kotono Mitsuishi             |
| Shizukas Mutter        | Ai Orikasa                   |
| Hidetoshi Dekisugi     | Shihogo Hagino               |

## Veröffentlichung
Der Film kam am 4. März 2022 in den japanischen Kinos. Seit August 2022 kann der Film in Japan auf Amazon Prime gestreamt werden. Auf DVD und Blu-ray wurde der Film am 7. Dezember 2022 in Japan veröffentlicht.

## Andere Medien

### Roman
Ein Roman zum Film kam am 4. Februar 2022 raus.

### Videospiel
Ein Nintendo-Switch-Spiel, das auf dem Film basiert, wurde von FuRyu entwickelt. Das Spiel sollte am 4. März 2021 veröffentlicht werden, wurde aber wegen der COVID-19-Pandemie verschoben. Das Spiel kam am 4. März 2022 raus.